# Petit Comitè (restaurant)
Petit Comitè és un restaurant ubicat al passatge de la Concepció a l'Eixample de Barcelona.
Iniciat l'any 2008 pel xef Fermí Puig, el 2014 passà a ser dirigit per Nandu Jubany, i a partir de l'any 2021 passà a mans del xef Carles Gaig.
El novembre del 2024 el restaurant 'Petit Comitè' fou distingit amb els Premis Barcelona Restauració, en la seva cinquena edició, considerant-lo com el restaurant que té més qualitat gastronòmica de Barcelona.